# Даґлас Стюарт (вершник)
Даґлас Стюарт (англ. Douglas Stewart, 24 червня 1913 — 25 липня 1991) — британський вершник.
Олімпійський чемпіон 1952 року в командному конкурі.